# 考哈瓦

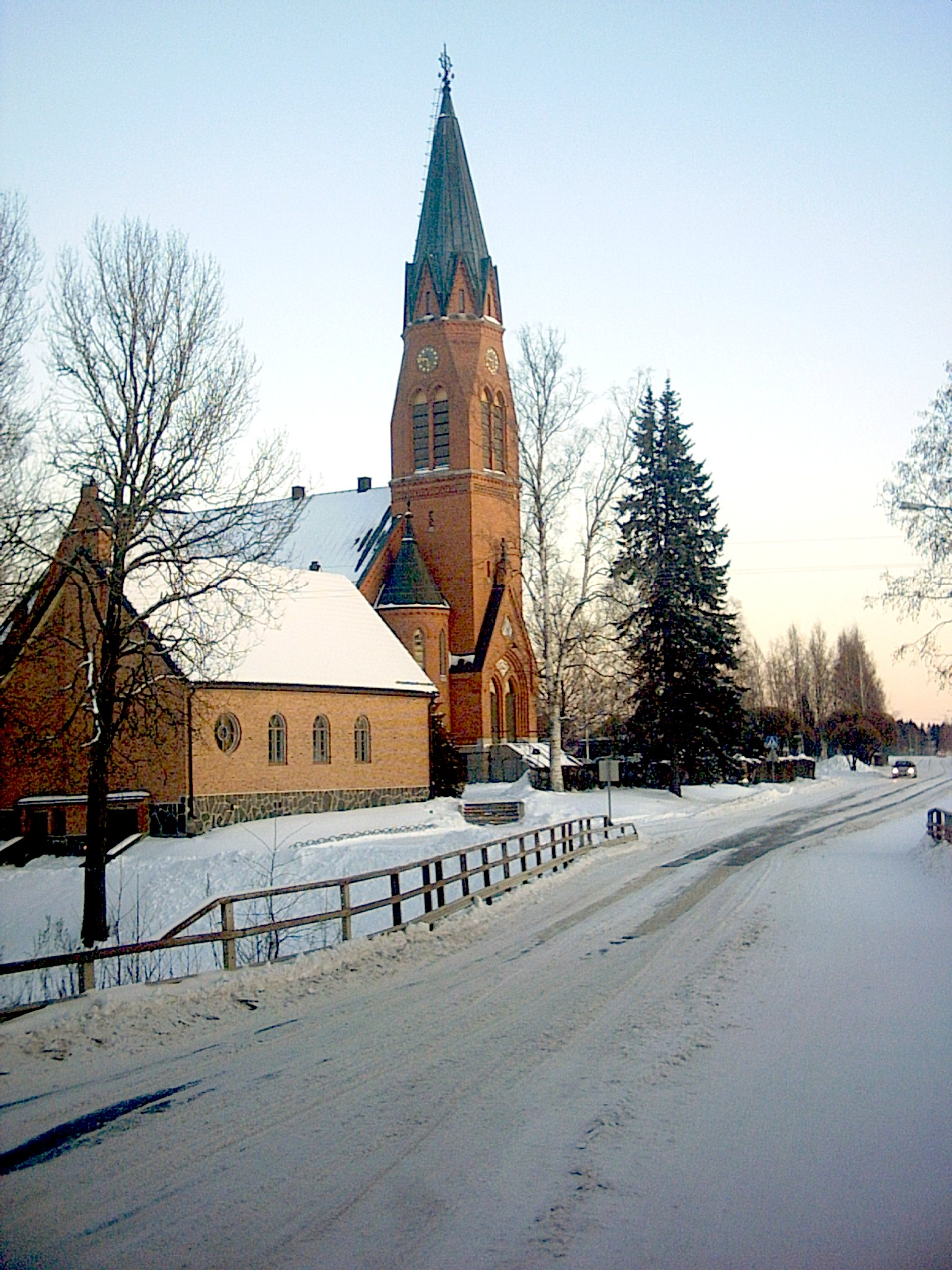

考哈瓦是芬蘭的城鎮，位於該國西部，距離首都赫爾辛基約400公里，由南博滕區負責管轄，面積1,328.37平方公里，2012年人口17,275，其中約99%居民的母語是芬蘭語。

## 外部連結
- Town of Kauhava （页面存档备份，存于） — Official website